# Елена Дамянова
Елена Янакиева Минасова, по мъж Аристид Дамянова, е българска просветна деятелка и революционерка, деятелка на Вътрешната македоно-одринска революционна организация.

## Биография
Елена Дамянова е родена на 6 август 1878 година в костурското село Загоричани, тогава в Османската империя. Произхожда от рода Колевци/Манаскини, от който е и Димитър Благоев. Получава основното си образование в девическото училище в Загоричани при учителката Ангелина Бонева. Завършва българската девическа гимназия в Солун през 1897/1898 година и започва да преподава в родното си село. През 1897 година Кузо Попдинов заклева в селото нея и другата учителка Маслина Грънчарова за целите на революционното дело. През 1898 година ѝ е наредено от Лазар Поптрайков и Кузо Попдинов да изготви знаме на дъмбенската чета, като същевременно тя приема и изпраща четите на ВМОРО. Издадена е на турските власти от бившия четник Иванчо Кичевеца, който впоследствие се отказва от показанията си пред съда и Елена Дамянова е освободена. През 1901 година се омъжва за учителя и революционер Аристид Дамянов от Черешница.
През Илинденско-Преображенското въстание от 1903 година ушитото от нея и Маслина Грънчарова знаме е развявано от Вишенската чета.
Дъщеря ѝ Фанка се жени за Константин Хр. Гугушев от Кукуш през 1925 година.
По-късно се преселва в свободна България, където през 1953 година пише спомени.
- Спомени на Елена Дамянова